# The Glory Road
The Glory Road è il primo mixtape del rapper statunitense Chief Keef, pubblicato il 9 luglio 2011 dalle etichette discografiche Glo Gang e RBC Records.

## Tracce
1. Glory Road Intro – 1:00
2. Dis Your Song – 4:21
3. Yo Squad – 4:32
4. Let's Get Money – 4:20
5. Shake That Shit – 3:12
6. Freestyle – 3:18
7. 24Hour – 3:04
8. Hustle – 0:58
9. Do It For the Hood – 3:12
10. The Long Longway – 3:59
11. Cowboy – 3:12
12. Money Talk – 3:20
13. Follow That Trapper – 1:01
14. Racks on Racks – 3:59
15. Glory Girl – 4:07
16. To Do With Me – 2:52
17. Never Coming Back – 3:39
18. Do it for my Town – 3:15
19. Stay on Top – 1:18